# Juan José Ulloa
Juan José Ulloa López (Ciudad de México, 16 de febrero de 1976), conocido como Juan José Ulloa, es un actor, reportero y presentador mexicano.

## Biografía
Juan José Ulloa nació el 16 de febrero de 1976 en la Ciudad de México. Se recibió de la Universidad del Valle de México en la Licenciatura en Ciencias de la Comunicación en 2003.
Él empezó su carrera como reportero en los programas Fuera de la Ley y Duro y Directo en 1999, del productor Federico Wilkins.
En ese mismo año fue invitado por el productor Alexis Núñez para conducir el programa Todo se vale, junto a Raquel Bigorra y Jacqueline Arroyo.
De 2000 a 2004 formó parte del programa Hoy, conduciendo alado de Silvia Lomelí.
Participó como presentador en reality shows en programas como Big Brother, Big Brother VIP, Operación Triunfo y Código F.A.M.A..
En 2003 forma parte de los conductores del programa El club, y un año después forma parte de los inquilinos de Big Brother VIP 3, donde es el décimo expulsado.
Entre 2008 y 2010 formó parte de programa  Muévete, junto a Maribel Guardia y Latin Lover, tras la salida de Mauricio Barcelata.
En 2013 se dio a conocer que fue vetado de Televisa por hacer apariciones en otras televisoras en EUA.

## Trayectoria[4]
- 1996 - 1997 - Fuera de la Ley - Reportero
- 1997 - 1999 - Duro y Directo - Reportero
- 1999 - Todo se vale - Conductor
- 2000 - Hoy - Conductor
- 2001 - El juego de la vida - Él mismo
- 2002 - Big Brother y Big Brother VIP - Conductor
- 2002 - Operación Triunfo México - Condcutor
- 2003 - Código F.A.M.A. - Conductor
- 2003 - El club - Conductor
- 2003 - XHDRBZ - Invitado
- 2004 - No manches - Él mismo
- 2004 - Big Brother VIP 3 - Concursante
- 2004 - 100 mexicanos dijeron - Concursante
- 2005 - Big Brother 3 - Conductor, Bacardí lounge
- 2007 - Lola, érase una vez - Fernando
- 2008 - Guerra de chistes - Invitado
- 2008 - 2010 - Muévete - Conductor
- 2010- Muévete ya - "Conductor"
- 2010- Hoy Sábado - "Conductor"
- 2012-Beach Buggy Show - "Rez"
- 2014-Vas Con Todo  - "Conductor"
- 2015-Cero en conducta 2  - "Faisy por Turnocturno"
- 2022-Reto 4 Elementos  - "competidor"